# Nürburg
Nürburg (pronunciación en alemán: /[ˈnʏʁbʊʁk]/) es un pueblo en el distrito alemán de Ahrweiler, en el estado de Renania-Palatinado.

## Turismo
El pueblo comparte nombre con el castillo local, el Burg Nürburg. Nürburg es más conocido por su pista de carreras de 24 kilómetros, Nürburgring, de la cual se utilizaban 5 kilómetros para la pista del gran premio de Fórmula 1.

## Galería

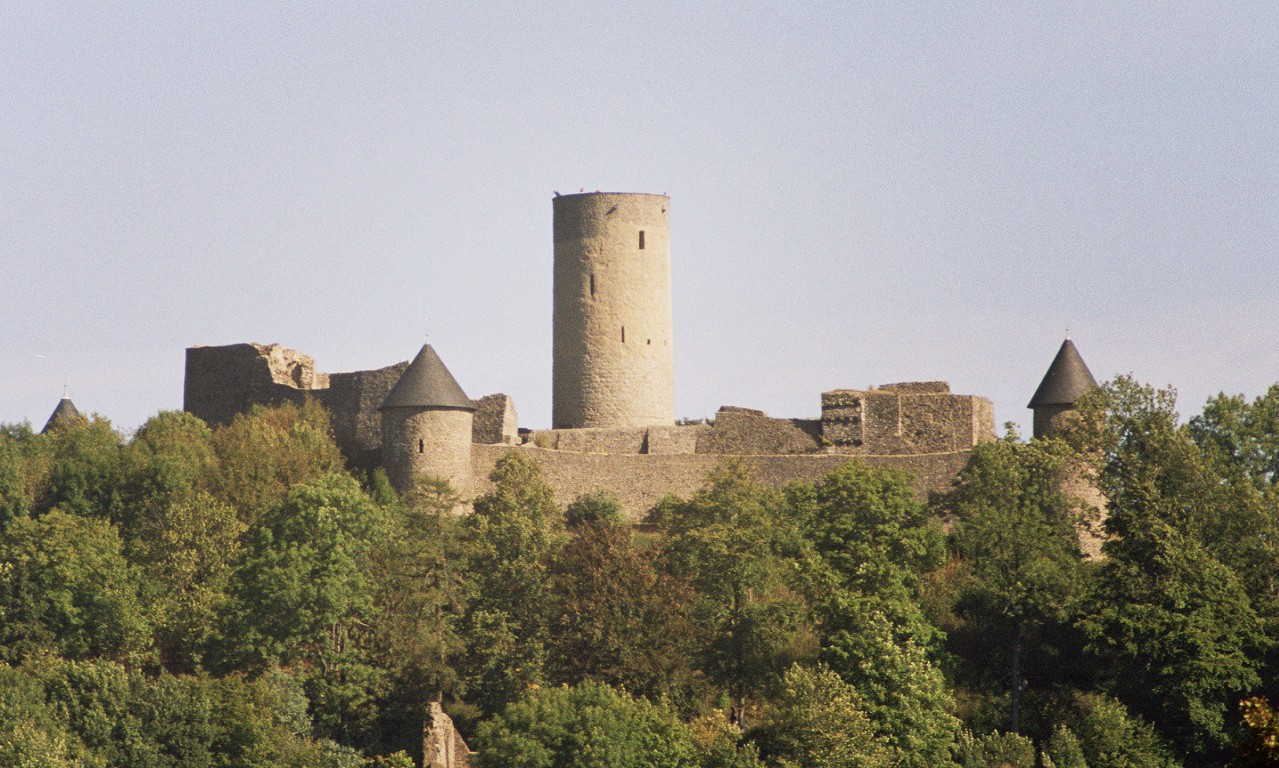
Castillo de Nürburg
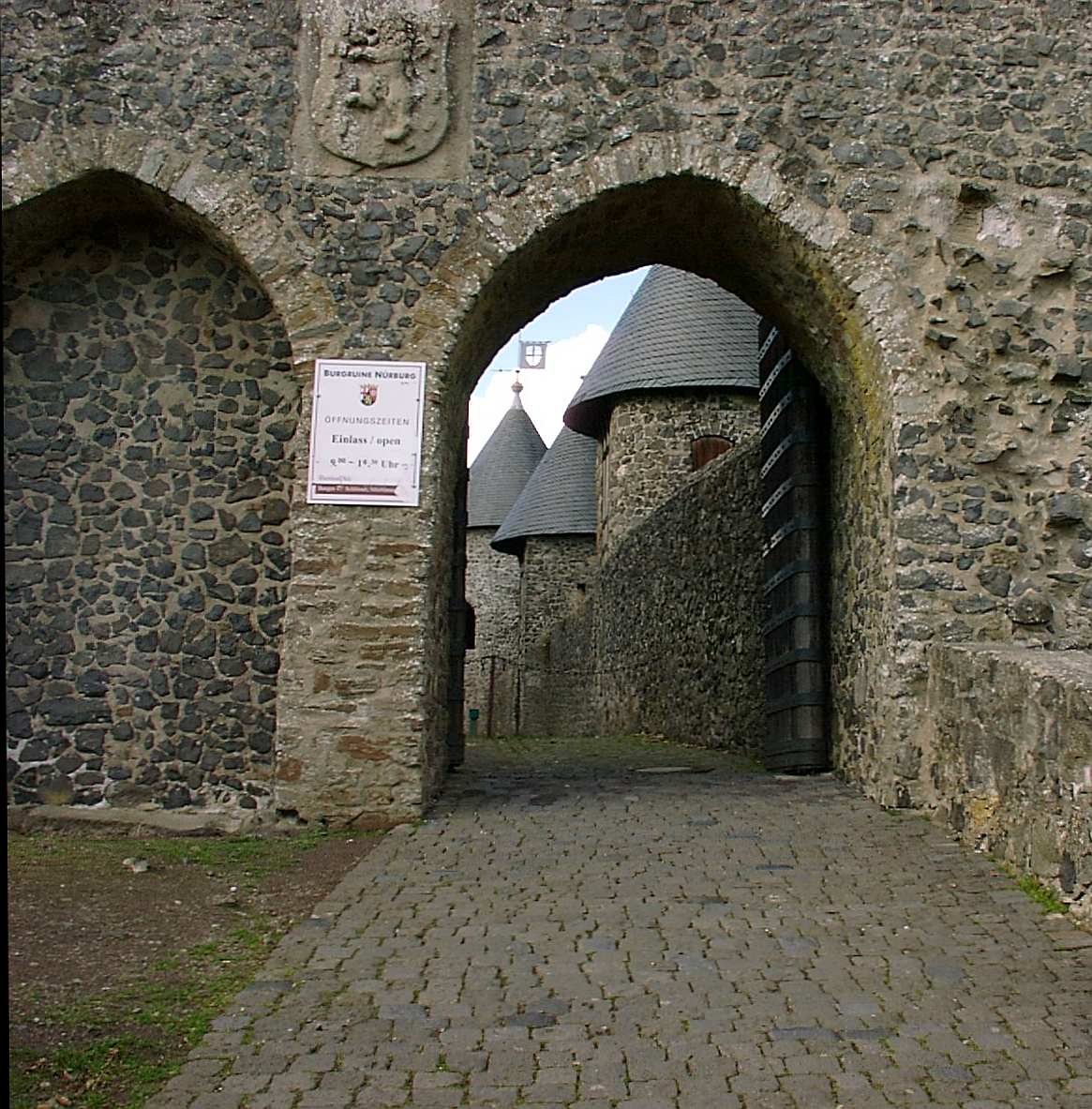
Entrada del castillo de Nürburg
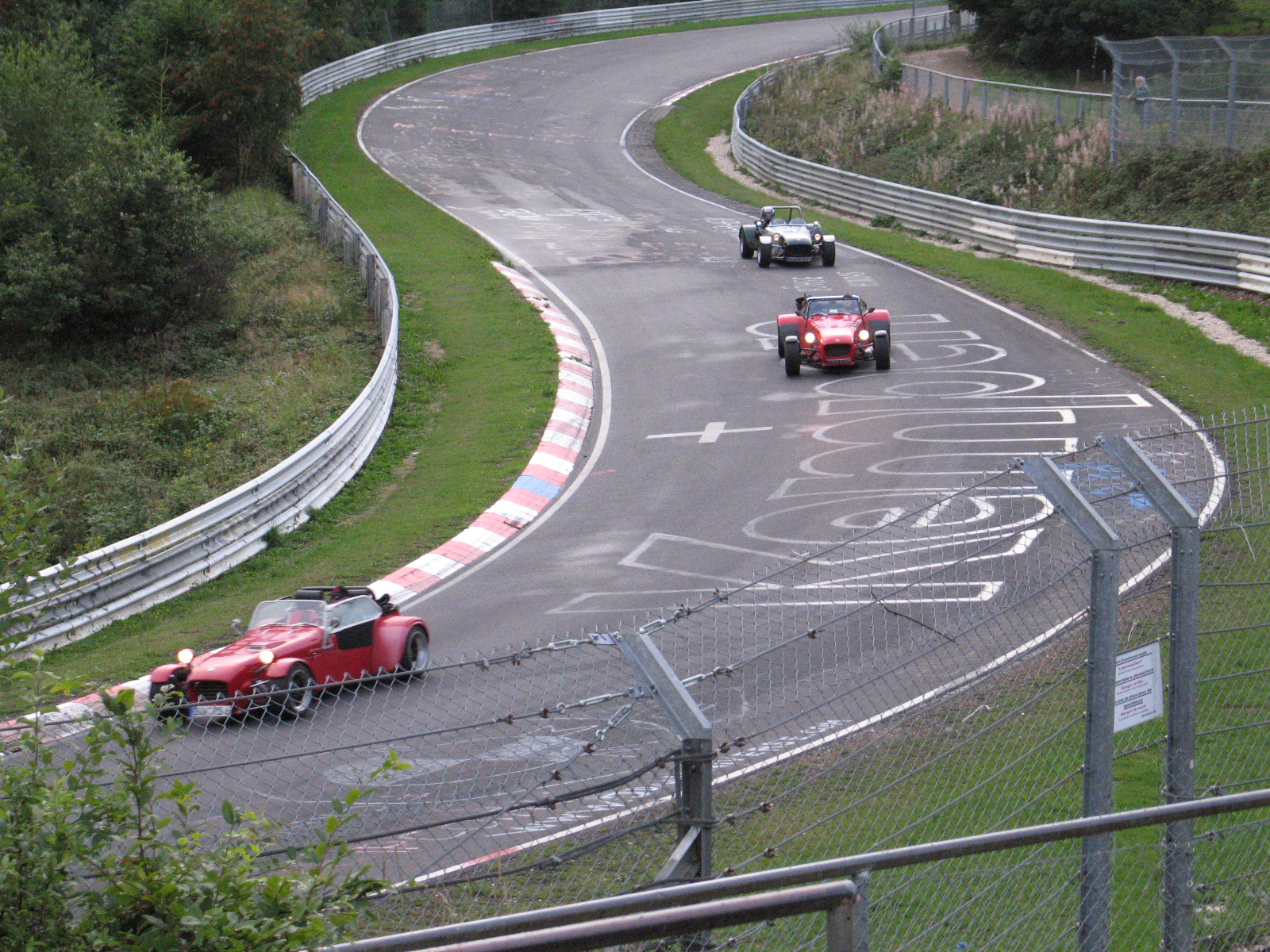
La pista cercana de Nürburgring